# إي. تي يورك
إي. تي يورك (بالإنجليزية: E. T. York)‏ هو عالم زراعة أمريكي، ولد في 4 يوليو 1922 في فالي هيد في الولايات المتحدة، وتوفي في 15 أبريل 2011 في غينزفيل في الولايات المتحدة.